# Кшемьонки

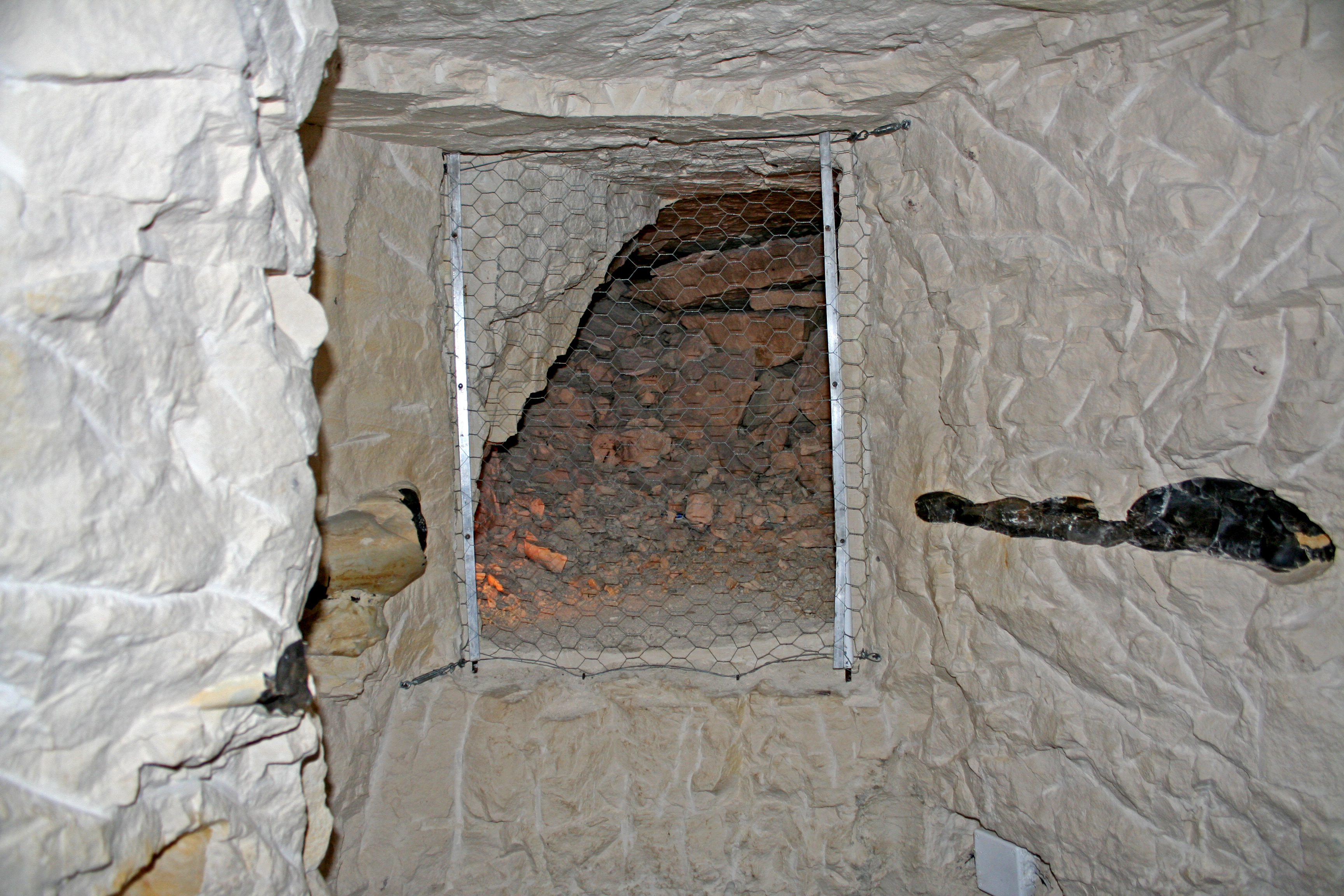
Штольня в Кшемьонках

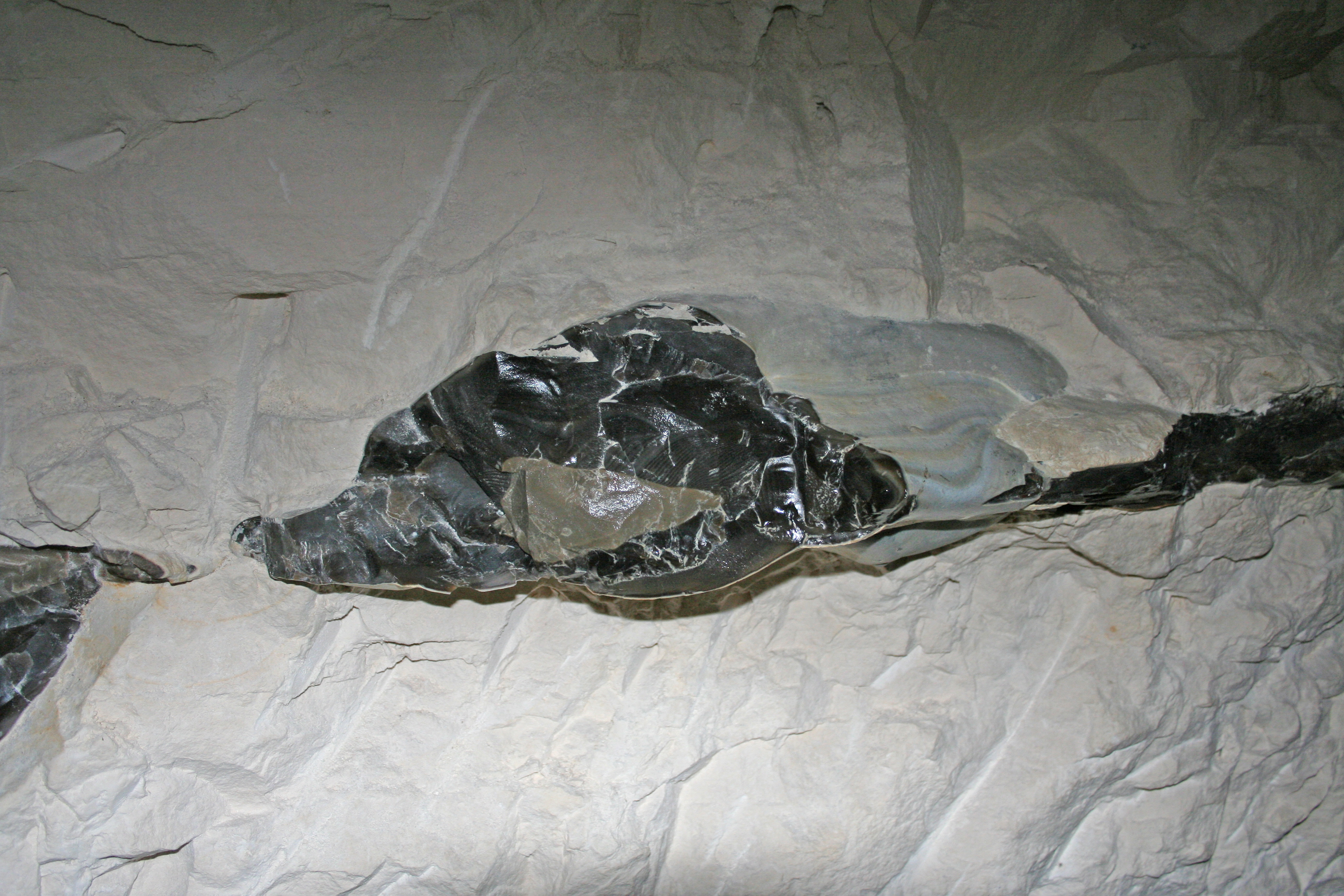
Кремінь в Кшемьонках

Неолітичний рудник кременю в Кшемьонках — яскравий приклад гірництва пізньої кам'яної доби. Родовище смугастого кременю поблизу селища Кшемьонки (Свентокшиське воєводство Польщі) експлуатували протягом двох тисячоліть, починаючи з IV тис. до н. е. За даними археологів кількість виробок стволового типу складала близько 3,5 тисяч. Вони розміщувались в межах шахтного поля, яке мало форму наближену до параболи з протяжністю близько 5 км й шириною від 200 до 20 м (загальна площа — близько 785 тис. м2). Сумарний об'єм гірничих виробок склав приблизно 500 тис. м3. Кількість гірників на кожній копальні дорівнювала 5 — 10 осіб.

## Історичні відомості
Розвиток первісного суспільства й гірничої справи знаходились у тісному зв'язку, оскільки на всіх етапах еволюції людину супроводжували кам'яні знаряддя, пошук і обробка яких започаткували історію гірництва. Як справедливо підкреслив Дж. Бернал («Наука в історії суспільства»):
«Щоб знайти найбільш ранні витоки науки, ми повинні вдивитися в період, що передував поділу технічних та ідеологічних сторін людської культури, – в період походження самої людськості.»
Епоха каменю, що продовжувалася майже мільйон років, залишила велику різноманітність знарядь праці, полювання, війни, причому основним їх матеріалом був кремінь, який давав при розколюванні гострий ріжучий край.
Кременеве мінеральне утворення складається з кристалічного й аморфного кремнезему (опалу, халцедону або кварцу) й зустрічається в природі у вигляді конкрецій, жовен, лінз, пластів, які залягають серед вапнякових та крейдових відкладень. Збирання кременевого матеріалу протягом палеоліту призвело до значного зубожіння поверхневих покладів, тому в часах мезоліту й неоліту таке збирання поступово змінюється цілеспрямованою розробкою з певної глибини. Яскравою пам'яткою підземного видобутку кременю є неолітична копальня в Кшемьонках (воєводство Свєнтокшиське), яка вважається найстарішою в Польщі й однією з найкраще збережених в Європі. Розвиток гірничої справи в районі Кшемьонок був пов'язаний з появою перших поселенців (землеробів і скотарів), які, ймовірно, прибули з півдня Європи, головним чином — з території Моравії й Словаччини, на початку IV тисячоліття до н. е. За даними радіовуглецевого датування, копальні в районі Кшемьонок експлуатувалися у період від 3900 до 1600 років до н. е. Видобувна діяльність була припинена в епоху бронзи. Покинуті виробки протягом тисячоліть були заховані в лісах, що виросли на породних відвалах сірого вапняку. Багатовікова господарська діяльність пізніших поколінь стерла сліди давнього гірництва. Відкрито цей давній гірничий район в 1922 р. геологом Я. Самсоновичем. Варто уваги, що про стародавні виробки добре знали мешканці ближніх сіл Магонь та Кшемьонки, але не надавали цьому практичного значення. Наукове відкриття копалень розпочалося з археологічних досліджень численних кременевих виробів неолітичних культур та висування гіпотез про походження сировини. Археолог С.Круковський вперше окреслив можливий регіон видобутку кременю на теренах Польщі й зацікавив цією проблематикою геолога Я. Самсоновича, який провадив у цей час підготовку геологічних карт району Свєнтокшиських гір. Наукові розвідки останнього були вельми успішними. Почалися дослідження гірничих виробок.

## Технологія розробки
Шахтне поле Кшемьонок має форму, наближену до параболи довжиною близько 5 км і шириною від 200 до 20 м, що складає площу близько 785 тис. м². Геологічні особливості характеризуються виходами на краю синкліналі покладів вапняку юрського періоду (верхньооксфордський ярус). Шари сірого смугастого кременю залягають на двох рівнях на глибині від 2 до 8 м. За даними Є. Бонбла, на теренах і в околицях Кшемьонок було у період неоліту понад 5 тисяч гірничих виробок.
Технологія видобутку, залежно від глибини покладу, мала три варіанти. У західній частині шахтного поля, де кремінь знаходився на глибині близько 2 м від поверхні, застосовували ямний спосіб (діаметр ям 3-5 м). При заляганні кременю на глибині 3,5-4 м проводили невеликі вертикальні стволи й з їх донної частини послідовно споруджували горизонтальні видобувні виробки. Після вичерпання кременю або досягнення максимально можливої (для даних умов підтримання) довжини, виробку послідовно засипали породою. Останню отримували при спорудженні нової горизонтальної виробки, що виключало підйом зайвої породи на поверхню й підвищувало стійкість вмісного масиву. При найглибшому заляганні кременевих конкрецій (близько 8 м) стволи проходили на глибину до 9 м і широкими вибоями відробляли поклад. При цьому формувалася камерно-ціликова система виробок, загальна площа яких сягала до 400 м². Пуста порода підіймалася на поверхню, де з неї навколо стволів насипали відвали. З метою забезпечення стійкості покрівлі й виключення обвалень порід при проведенні виробок формували цілики з вапняку, що обмежували ширину виробленого простору. Іноді виконували підпирання покрівлі за допомогою опорних стовпів з породних блоків. Таким чином гірники неолітичних часів забезпечували надійність виробок, які збереглися до сьогодення в непорушеному стані. Висота виробок становила від 55 до 120 см (у середньому близько 80 см), а їх довжина не перевищувала зазвичай 20 м.
Використання такої малої висоти виробок не може бути пояснене заляганням покладу кременю чи потребами стійкості виробки в масиві вапняку. На думку археолога С. Круковського, це пояснюється пристосуванням умов праці під землею до тих, які гірники мали в помешканнях на поверхні. Висота будованих на той час землянок не перевищувала 1 м, що відповідає розмірам підземних виробок.
Проведення виробок здійснювали за допомогою знарядь з кременю, пісковику, кістки, рогу. Знаряддя виконували функції клинів, ударників, доліт, важелів, скребків тощо. Ствол кожної копальні на поверхні накривали дахом і огороджували для запобігання попадання опадів. Для освітлювання використовували дерев'яні смолоскипи й масляні лампи. Циркуляцію повітря здійснювали за допомогою з'єднання стволів збійкою та підтримання вогнища на дні вентиляційного ствола. Виникаюча тяга (від руху вгору теплого повітря) створювала своєрідну всмоктуючу систему вентиляції.
Сумарний об'єм споруджених гірничих виробок становить близько 500 тис. м³. За даними археологів, кількість працівників на кожній з копалень дорівнювала 5-10 осіб. Щорічний видобуток кременю забезпечував до 40 тисяч виробів (сокир, ножів тощо), а ареал їх розповсюдження сягав відстані до 600 км від Кшемьонок. Причини припинення видобутку кременю в середині II тисячоліття до н. е. не пов'язані з суттєвим зубожінням родовища чи технічними труднощами, а викликані, скоріш за все, витісненням кременевих знарядь мідними й бронзовими виробами.

## Музеєфікація копальні
У 1926 р. на дільниці шахтного поля Кшемьонки було створено археологічний заказник, а з 1985 р. відкрито підземні туристичні траси (сьогодні їх довжина сягає понад 500 м) і музей давнього гірництва. Нині здійснюється програма подальшого розвитку й облаштування музейного комплексу. Для доступу до гірничих об'єктів було пройдено ствол діаметром 3 м, який закріплено клінкеровою цеглою.
Перша підземна екскурсійна туристична траса мала початкову довжину близько 100 м, при ширині виробок 1,2 м й висоті — 1,8 м. Для забезпечення можливості зручного пересування відвідувачів висота старих виробок (0,5-1,2 м) була збільшена. При цьому породи покрівлі руйнувалися за допомогою відбійних пневматичних молотків. Порушення форми й розмірів виробок призвело до зниження стійкості вмісного породного масиву, який за тисячоліття існування копальні отримав численні порушення й тріщини. Для підтримки протяглих виробок було застосоване рамне змішане кріплення, а в камерах викладені додаткові опорні стовпи з блоків породи, які мало відрізняються від кріплення давніх часів. В окремих зонах була здійснена ін'єкція в масив скріпляючих синтетичних смол, які забезпечили стійкість та безпеку покрівлі.
Нині реконструйовані виробки створюють обхідний шлях навколо комплексу старих низьких вибоїв та непорушених ходів, які вигідно експонують найцікавіші пам'ятки копальні. У музеї можна побачити знаряддя праці гірників, зразки видобутого кременю, засоби його обробки, велику кількість давніх виробів, а також цікаві макети, що відображають працю давніх гірників. Неолітична копальня кременю Кшемьонки була вписана в реєстр світової промислової спадщини, що свідчить про виняткове значення збережених раритетів, про увагу до історії гірництва.